# 謝拉瓦農家族
謝拉瓦農家族，原籍廣東澄海，二十世紀初長兄謝易初與三弟謝少飛從中國來到泰國謀生。創立了「正大莊菜籽行」和「正大種籽農業公司」，經多年發展後為多元化跨國企業正大集團致富。

## 家族成員
- 謝盛發
  - 謝易初
    - 謝正民
      - 謝杰人
      - 謝樂洋

    - 謝大民
      - 謝克俊

    - 謝中民
      - 謝展
      - Patchara Jiaravanon
      - 謝仁基
      - Jiacipto Jiaravanon
      - Jialipto Jiaravanon

    - 謝華民
    - 謝民民
    - 謝國民
      - 瓦妮·謝拉瓦農
      - 謝吉人
      - 謝漢人（謝銘鑫 / 謝明欣）
      - 谢鎔仁
        - 可拉瓦·謝拉瓦農（英语：Korawad Chearavanont）

      - 謝純美＝陳漢永[1]

  - 謝氏
    - 謝氏
      - 謝炳[2]
        - 謝其潤
        - 謝承潤

      - 謝輝

    - 謝氏
      - 謝瑗
      - 謝炘

    - 謝氏
      - 謝炫

    - 謝氏
      - 謝煥

  - 謝少白
  - 謝少飛
    - Tatsanee Chiaravanont
    - 萬洛·謝拉瓦農
    - Cherdchai Chiaravanont
    - Kiat Chiaravanont
    - Phongthep Chiaravanont
    - Prathip Chiaravanont
    - Vajarachai Chiaravanont
    - Manu Chiaravanond
    - Manas Chiaravanond

  - 謝惠妙
  - 謝妙清

## 軼事
謝易初的六個兒子分別是以「正大」和「中華民國」來命名，然而四子謝華民和五子謝民民皆早夭，變成「正大中國」。

## 外部連結
- 818泰国首富，豪门的正大谢氏家族世系 （页面存档备份，存于）
- 子孫多成材，豪門無烽火——八一八泰國首富謝氏家族 （页面存档备份，存于）
- 正大天晴跨進雨季
- 身家300亿美元，泰国首富谢国民家族第三代如何新老交棒 （页面存档备份，存于）
- 謝易初｜ASIAN ENTREPRENEUR STUDIES：CHINA & THAILAND （页面存档备份，存于）
- 謝國民、謝礎民捐謝總1000萬建祠基金-泰国世界日报 （页面存档备份，存于）